# Jim Meskimen

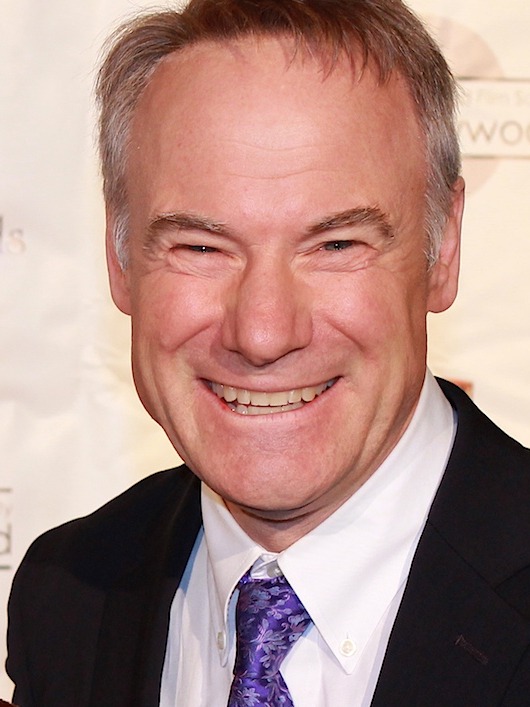
Jim Meskimen (2014)

James Ross „Jim“ Meskimen (* 10. September 1959 in Los Angeles, Kalifornien) ist ein US-amerikanischer Filmschauspieler und Synchronsprecher.
Jim Meskimen ist Sohn der Schauspielerin Marion Ross. Seit Mitte der 1990er Jahre tritt er regelmäßig in Film und Fernsehen in Nebenrollen auf, dabei überwiegend in Komödien und Sitcoms. 2000 spielte er in Top Secret – Zwei Plappermäuler in Australien als „Rick Parker“ und in Der Grinch als Polizeichef mit.
Auch als Stimmen-Imitator hat er gelegentlich Auftritte, so spricht er verschiedene Stimmen in Zeichentrickserien und Computerspielen. Insgesamt wirkte er in mehr als 290 Produktionen mit.

## Filmografie (Auswahl)
- 1993–1996: Der Prinz von Bel-Air (The Fresh Prince of Bel Air, Fernsehserie, 6 Folgen)
- 1994: Schlagzeilen (The Paper)
- 1995: Apollo 13
- 1998: Alle unter einem Dach (Family Matters, Fernsehserie, 2 Folgen)
- 1999: Fünf Freunde in geheimer Mission (P.U.N.K.S.)
- 1999: Alvin und die Chipmunks treffen Frankenstein (Alvin and the Chipmunks Meet Frankenstein, Zeichentrickfilm, Stimme)
- 2000: Top Secret – Zwei Plappermäuler in Australien (Our Lips Are Sealed)
- 2000: Der Grinch (How the Grinch Stole Christmas)
- 2006–2008: Scooby-Doo auf heißer Spur (Shaggy & Scooby-Doo Get a Clue!, Zeichentrickserie, 26 Folgen, Stimme)
- 2008: George Walker Bush in „Being W.“ (Being W. – Dans la peau de George W. Bush, Stimme)
- 2009–2015: Parks and Recreation (Fernsehserie, 7 Folgen)
- 2011–2012: ThunderCats (Zeichentrickserie, 6 Folgen, Stimme)
- 2011–2013: MAD (Zeichentrickserie, 33 Folgen)
- 2012–2017: Teenage Mutant Ninja Turtles (Animationsserie, 10 Folgen, Stimme)
- 2015: The Big Bang Theory (Fernsehserie, 2 Folgen)
- 2019: Batman vs. Teenage Mutant Ninja Turtles (Zeichentrickfilm, Stimme)
- 2021: Brooklyn Nine-Nine (Fernsehserie, 2 Folgen)
- 2023: The Big Door Prize (Fernsehserie)
- 2025: Krieg der Welten (War of the Worlds)